# Квинт Цецилий Басс
Квинт Цеци́лий Басс (лат. Quintus Caecilius Bassus; умер после 43 года до н. э.) — римский всадник, организатор восстания против Цезаря в ходе гражданской войны 49—45 до н. э. Согласно одной из версий, был проскрибирован членами второго триумвирата.

## Биография
Происхождение и начало карьеры неизвестны. Аппиан приводит две версии начала восстания. По одной из них, Басс был среди командиров у Секста Цезаря, назначенного наместником Сирии, и возглавил мятеж легионеров, недовольных грубостью и жестокостью Секста. Согласно другой, которую поддерживает Дион Кассий, он служил у Помпея, после разгрома у Фарсала бежал в Тир, и какое-то время скрывался там. Вторая гипотеза считается более предпочтительной, так как помимо Диона Кассия её подтверждают Иосиф Флавий и, косвенно, Страбон.
Собрав некоторое число помпеянцев, также скрывавшихся в Сирии, в 47 году до н. э. Басс начал агитацию среди легиона Секста Цезаря, распустив слухи о том, что диктатор Цезарь потерпел поражение в Африке от Сципиона и Катона. Когда наместник узнал о его военных приготовлениях, Басс заявил, что собирает наемников на помощь Митридату Пергамскому для похода на Боспор. Затем он сочинил подложное письмо, в котором Сципион сообщал о смерти Цезаря и о назначении Басса новым наместником. Часть легионеров перешла на его сторону, убив Секста Цезаря, остальные бежали в Киликию.
Цецилий пытался их догнать, но не смог, и вернулся в Сирию, где укрепился в Апамее. По словам Страбона, Басс располагал в Апамее всего двумя когортами, но сумел добиться успеха, так как получил поддержку от вождей соседних племен: Ямвлиха, правившего эмисенами, Птолемея, владевшего Халкидой, Массием и Итуреей, а также Алхедамна, царя арабского племени рамбеев, кочевавшего за Евфратом. Кроме этого, Басс установил контакты с галатским тетрархом Дейотаром.
Цезарь поручил подавление восстания наместнику Киликии Квинту Корнифицию, но тот, по-видимому, не успел ничего сделать, так как срок его наместничества подошел к концу.
Басс сформировал из местных жителей и рабов ещё один легион, и с этими силами выдерживал в Апамее осаду войск Гая Антистия Вета, который был то ли легатом Секста Цезаря, то ли новым наместником Сирии. Помощь римлянам оказал правитель Идумеи Антипатр, направивший войско во главе со своими сыновьями. К концу 45 года до н. э. Гай Антистий уже готовился овладеть Апамеей, но тут на помощь Бассу пришли арабы и парфянский царевич Пакор, и римлянам пришлось отступать с большими потерями. В своем поражении Антистий обвинял наместника Киликии Волькация Тулла, не оказавшего достаточной помощи.
Зимой 45 — 44 годов до н. э. парфянский отряд ушел из Сирии. В провинцию прибыл легат Цезаря Стаций Мурк с тремя легионами, и снова начал осаду Апамеи. Успеха он не добился и просил помощи у наместника Вифинии Марция Криспа. Тот привел ещё три легиона, и осада продолжалась до весны 43 года до н. э., когда в Сирию прибыл Гай Кассий, получивший от сената проконсульский империй над всеми восточными провинциями. Мурк и Крисп передали ему свои войска, один из легионов Басса также перешел на его сторону, но сам Басс подчиняться не хотел, по словам Кассия, «подло отказался передать» второй легион, и намеревался обороняться в Апамее. Однако солдаты сами направили парламентеров к Кассию и перешли на его сторону.
Дальнейшая судьба Цецилия Басса неизвестна. Впрочем, французский исследователь Ф. Инар предположил, что к моменту образования второго триумвирата Квинт мог находиться в Риме, где вскоре был внесён в проскрипционные списки.